# Gąsiorki
Gąsiorki is een plaats in het Poolse district  Tczewski, woiwodschap Pommeren. De plaats maakt deel uit van de gemeente Morzeszczyn en telt 120 inwoners.